# Araneus notacephalus
Araneus notacephalus là một loài nhện trong họ Araneidae.
Loài này thuộc chi Araneus. Araneus notacephalus được Arthur T. Urquhart. miêu tả năm 1891.